# Beni Lahcene
Beni Lahcene è un comune dell'Algeria, situato nella provincia di Tissemsilt.